# حسن تقی‌پور
حسن تقی‌پور (۱۶ بهمن ۱۳۱۹ – ۱۷ فروردین ۱۴۰۲) شاعر و آهنگساز ایرانی بود‌.

## زندگی‌نامه
حسن تقی‌پور ۱۶ بهمن ۱۳۱۹ در لاهیجان متولد شد. پدرش مردی عارف مسلک بود و در نواختن تار مهارت داشت. نوای تار پدرش انگیزه‌ای بود برای یادگیری و پرداختن به موسیقی اصیل ایرانی، علاوه بر پدر دایی‌اش که به زیبایی تار می‌نواخت برایش مشوقی در راه فراگیری تار بود. به گفته او، مادرش با سر دادن لالائی‌های دلنشین بر گهواره برادران و خواهران کوچکتر اولین معلم موسیقی او بوده.

## فعالیت موسیقی
حسن تقی‌پور در سال ١٣٣۵ موسیقی را با یک فلوت لاکی آغاز کرد و از سال ١٣٣٨ ساز تار را به دست گرفت و در همان سال بهترین نوازنده تار بین دانش‌آموزان استان گیلان شناخته شد و مورد تشویق هنرمندان استان قرار گرفت. او قبل از پایان دوره متوسطه دو شعر و آهنگ ساخت. اولین شعر و آهنگش را در سال ١٣٣٩ به‌نام مو ایسام دریا کنار ساخت که در سال ١٣۴۲ با صدای ناصر مسعودی در برنامه ۵۶ گل‌های صحرایی رادیو تهران و سپس با صدای منصور فانی در رادیو رشت اجرا شد. دومین شعر و آهنگش به‌نام لاجونه هوا قشنگه با صدای فریدون پوررضا اجرا شد. اشتغال در بانک کشاورزی و تحصیل در رشته زبان و ادبیات فرانسه سبب بروز وقفه نسبتا طولانی در فعالیت‌های هنری او شد. وی در عرصه موسیقی تا زمان مرگ‌ ٣٣ آهنگ ساخته که جز در سه مورد کلیه اشعار را خودش سروده است. تعدادی از آن‌ها را فریدون پورضا اجرا کرد. حسن تقی‌پور نخستین سرآینده شعر محلی شرق گیلانی برای رادیو بوده است. در سال ١٣٧٧ آهنگ و شعر کشتی‌گیر با صدای فریدون پوررضا در صدا و سیمای گیلان اجرا شد و در جشنواره سال ١٣٧٨ زیباکنار برنده لوح افتخار و جایزه بهترین شعر محلی کشور شد. همچنین شعر و آهنگ دومبلاسکنی و چوما واکونیم نیز با صدای هوشنگ حقیقت‌طلب که در رادیوی گیلان اجرا شدند، از آثار اوست.

## آثار
حسن تقی‌پور در طول فعالیت هنری خود حدود ۳۳ اثر ساخت که اکثر این اشعار با گویش شرق گیلانی و چندمورد هم با لهجه رشتی بوده‌اند.
- لاجون هوا قشنگه
- گول انار
- پیشکش عروس (بگذرانین اوی بگذرانین)
- بیشیم تماشا بوکون (نرگس)
- ماه خانم
- خوش خبر
- چین کونه ستاره
- شیرین تر از جانی
- مو ایسم دریا کنار
- کشتی‌گیر
- بی‌قرارم ای خدا (نی لبک چوپان)
- یکته بزا مو گب نزام
- دومبلاسکنی
- چایی باغ
- کاشف السلطنه
- چوما واکونیم
- یاد جوونی
- خوشکا بو پرنده
- ستاره (با صدای اصغر حیدری)
- زهره (با صدای مرتضی جهانی)

## درگذشت
حسن تقی‌پور ۱۷ فروردین ۱۴۰۲ براثر کهولت سن در‌گذشت.‌ وی در زمان خودش پیش از اینکه از کار افتاده شود در زمینه موسیقی فعال بود، از نوازندگان خوب تار بود و از پدر و دایی خود موسیقی را آموخته بود و بعد به‌صورت آکادمیک هم آن را دنبال کرده بود. وی تعداد زیادی اثر دارد که در زمان خودش از رادیو و تلویزیون پخش می‌شد.